# Плотича (Козівська селищна громада)
Плоти́ча — село в Україні, у Козівській селищній громаді Тернопільського району Тернопільської області. Розташоване на річці Стрипа, на заході району. До 2020 - адміністративний центр колишньої Плотичанської сільради. 
Населення — 533 особи (2007). 
На околицях є гідрологічна пам'ятка природи — Плотицьке джерело, а також штучне озеро.

## Історія
Поблизу села виявлено археологічні пам'ятки давньоруської культури.
Перша писемна згадка — 1456 як Велика Плотича.
Корінь слова «плотича» — «плот», його староруський аналог «плотъ», похідний від нього «пліт».
Однією із версій є те, що жителі села плели із очерету і рогози кошики, мішки і доріжки, так як село омивається із трьох сторін водоймищами і є наявні ресурси.
Другою версією є те, що назва походить від двох коренів слів староруської мови: «плот» — скріплений з колод або брусів пліт для переправи по річці, «чати» — слово, що означає «сторожа», «варта».
Третьою версією є походження села від слів «плоти» і «чень». Слово «чень» — діалектичний архаїчний прислівник, що був поширений у минулому в Галичині і вживався в розмовній мові в значенні «може» і «здається». Кілька століть тому, якийсь подорожній, можливо, побачивши плоти на Стрипі, захоплено прорік: «Плоти — чень?» і пішла від цього назва села.
Четвертою версією є походження від риби плотви. Плотича омивалася в минулому великою кількістю води із ставків та річок, які кишіли великою кількістю риби. Серед них і невибаглива — плотва. Її називали плітка, плотиця, а тому найбільш допустимим і правдоподібним є пояснення походження назви села саме від слова «плотиця», котре згодом трансформувалося у слово «плотича». 
Діяли «Просвіта», «Рідна школа», «Сільський господар» та інші товариства.
12 червня 2020 року, відповідно до розпорядження Кабінету Міністрів України № 724-р «Про визначення адміністративних центрів та затвердження територій територіальних громад Тернопільської області» увійшло до складу Козівської селищної громади.
19 липня 2020 року, в результаті адміністративно-територіальної реформи та ліквідації Козівського району, село увійшло до складу Тернопільського району.

## Населення
За даними перепису населення 2001 року мовний склад населення села був таким:
| Мова       | Число осіб | Відсоток |
| ---------- | ---------- | -------- |
| українська |            | 99,15    |
| білоруська |            | 0,34     |
| молдовська |            | 0,17     |
| польська   |            | 0,34     |

Місцева говірка належить до наддністрянського говору південно-західного наріччя української мови.

## Пам'ятки
- церква Різдва Пресвятої Богородиці
- церква Стрітення Господнього (2007, УГКЦ)
- насипана символічна могила Борцям за волю України (1994),
- пам'ятник воїнам-односельцям, полеглим у німецько-радянській війні (1986),
- встановлено хрести
  - на козацькій могилі
  - на місці загибелі 20 липня 1944 солдатів штрафного батальйону ЧА (обидва — 2006).

Скульптура Матері Божої
Щойновиявлена пам'ятка монументального мистецтва. Розташована біля дерев'яної церкви та головної дороги.
Встановлена 1896 р.

## Соціальна сфера
Працюють загальноосвітня школа І-ІІ ступенів, клуб, бібліотека, ФАП, відділення зв'язку, ТзОВ «Плотича».

## Книги про село
Про населений пункт видано книги:
- І. Фордзюн. «Село Плотича. Леґенди і дійсність»,
- «З глибин віків — осанна Господу. Плотичанська парафія»,
- Г. Фордзюн. «Книга пам'яті села».

## Відомі люди

### Народилися
- Йосип Стеткевич - педагог
- адвокат, вояк дивізії СС «Галичина» Стеткевич Лев Васильович[5]
- науковці Р. Гулько, Р. Кушнір, І. Негребецька.

### Пов'язані із селом
- Анджей Міхал Куропатніцький (†по 1696) — бецький каштелян, дідич села[6]

### Перебували
- У 2004 році з офіційним візитом у селі перебував зрадник Віктор Янукович, «сприяв» ліквідації наслідків стихії[7].

## Галерея

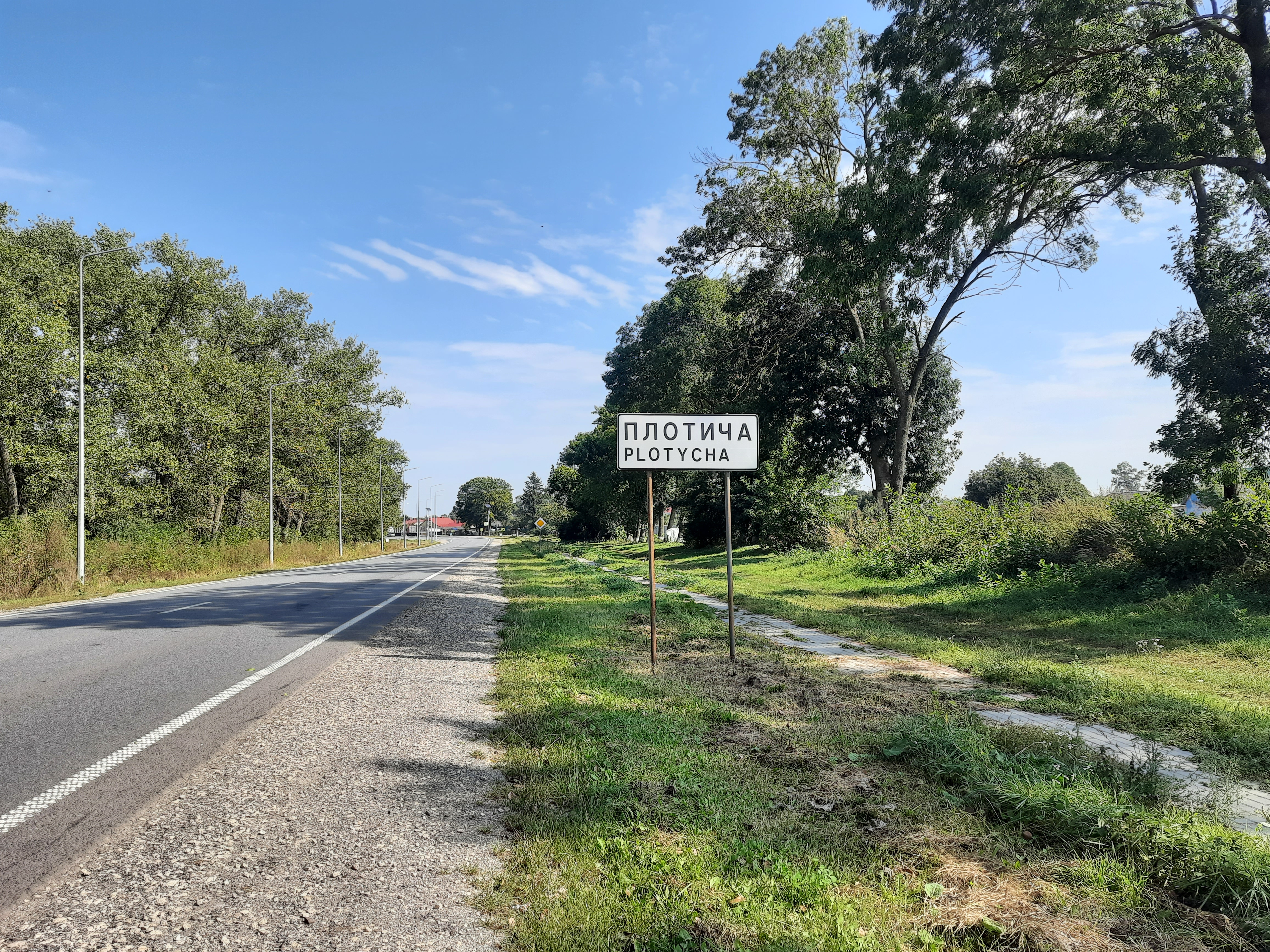
Дорожній знак при в'їзді в село
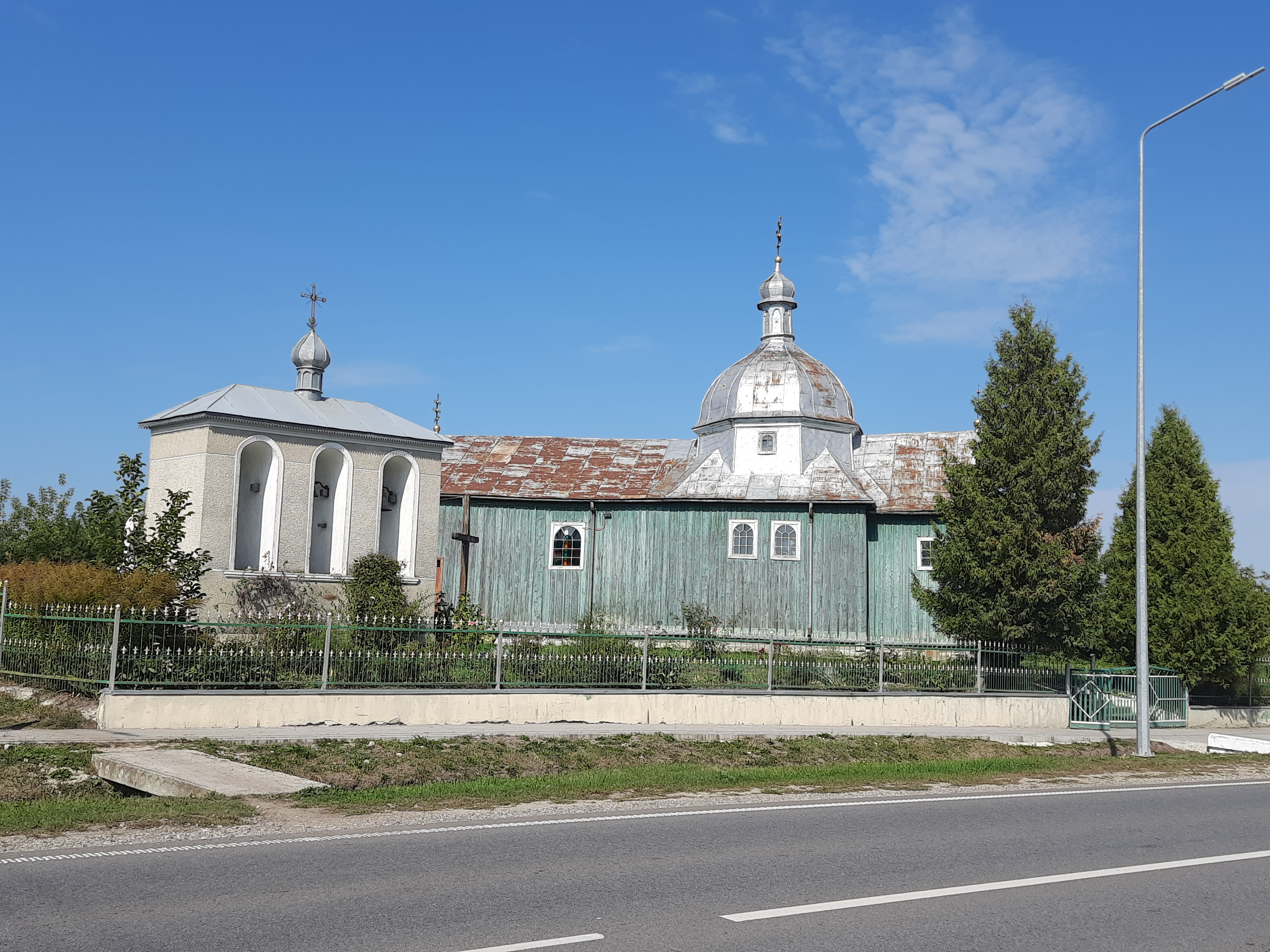
Церква Різдва Пресвятої Богородиці
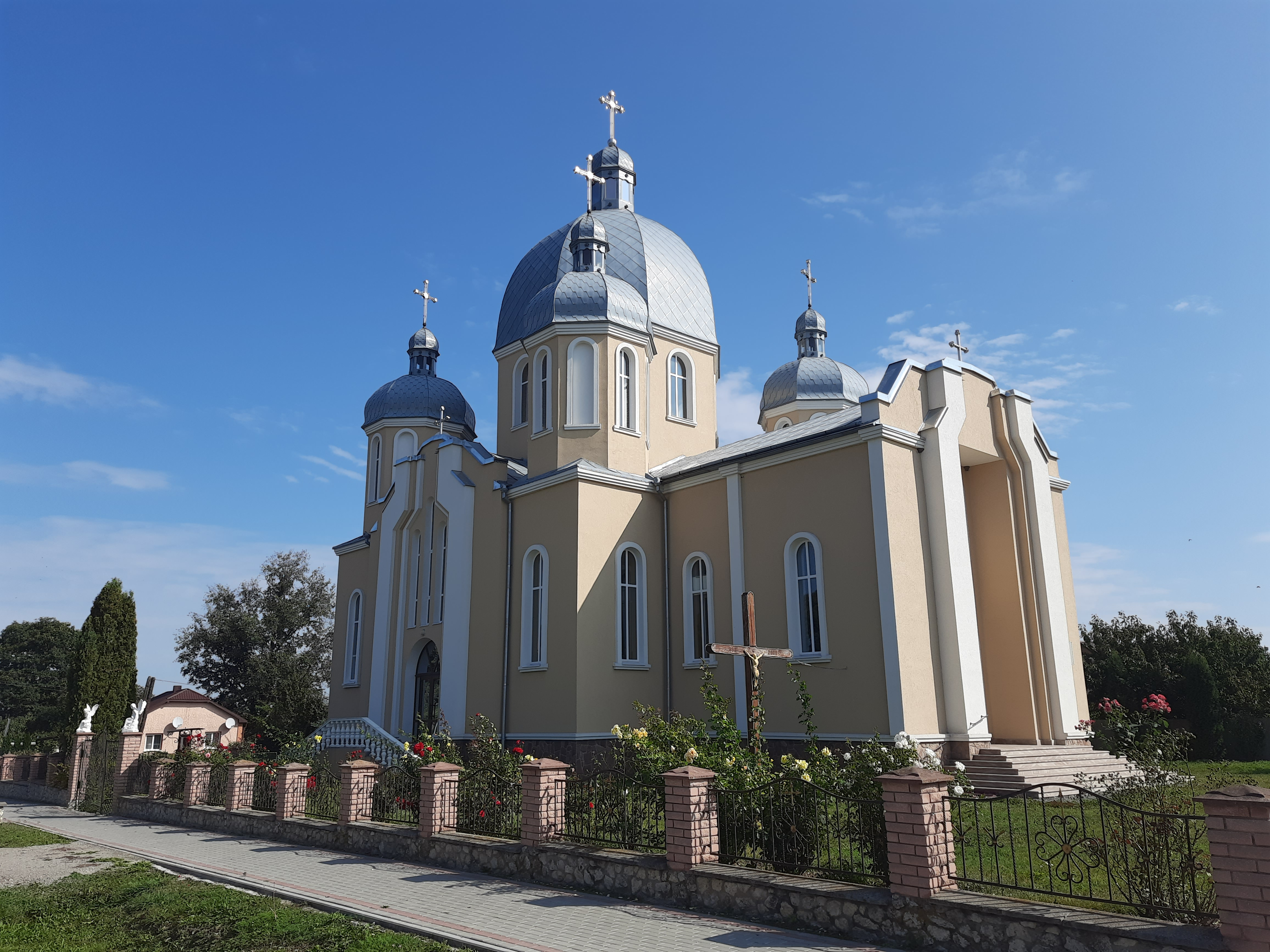
Церква Стрітення Господнього
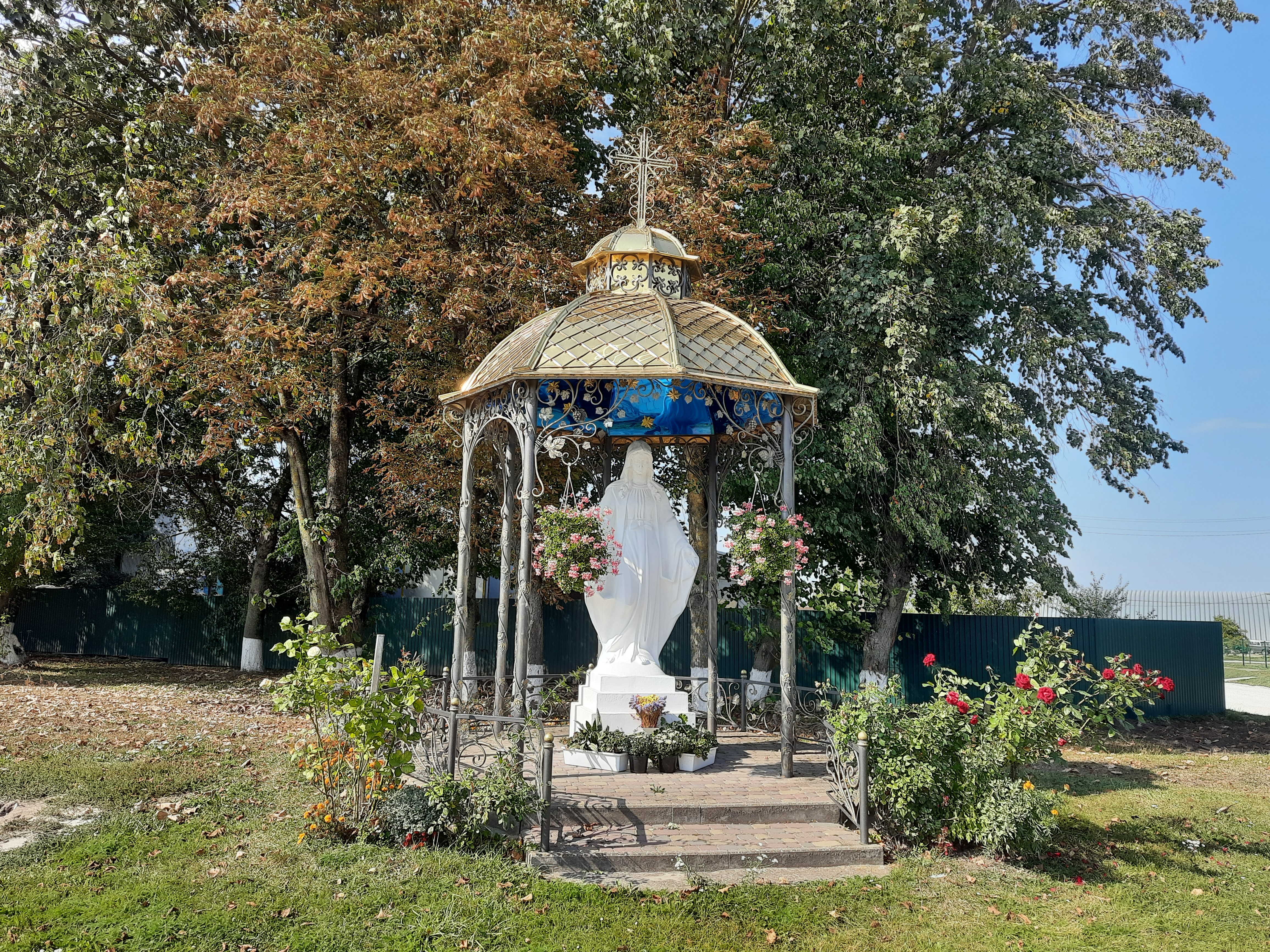
Статуя Божої Матері
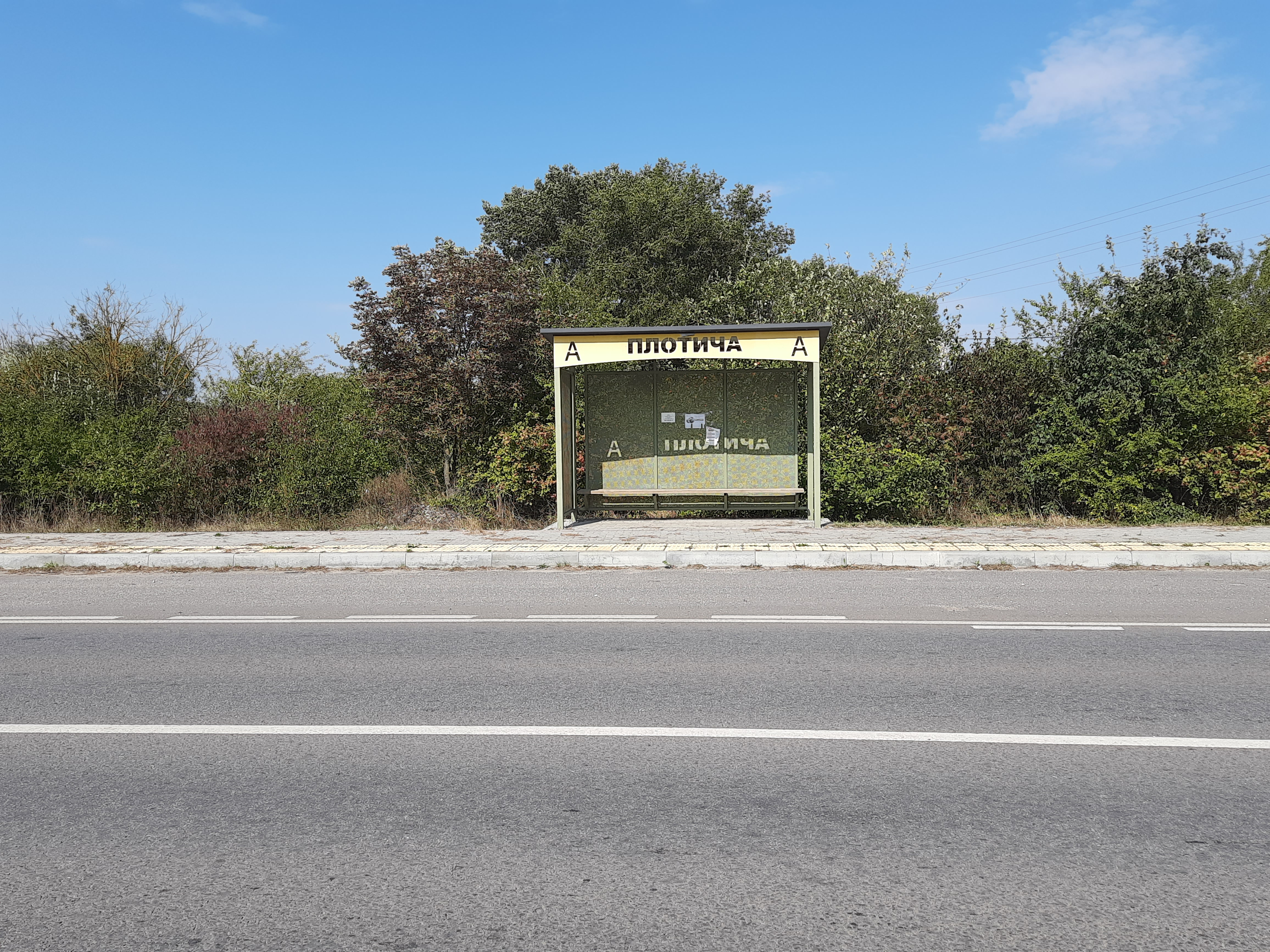
Автобусна зупинка
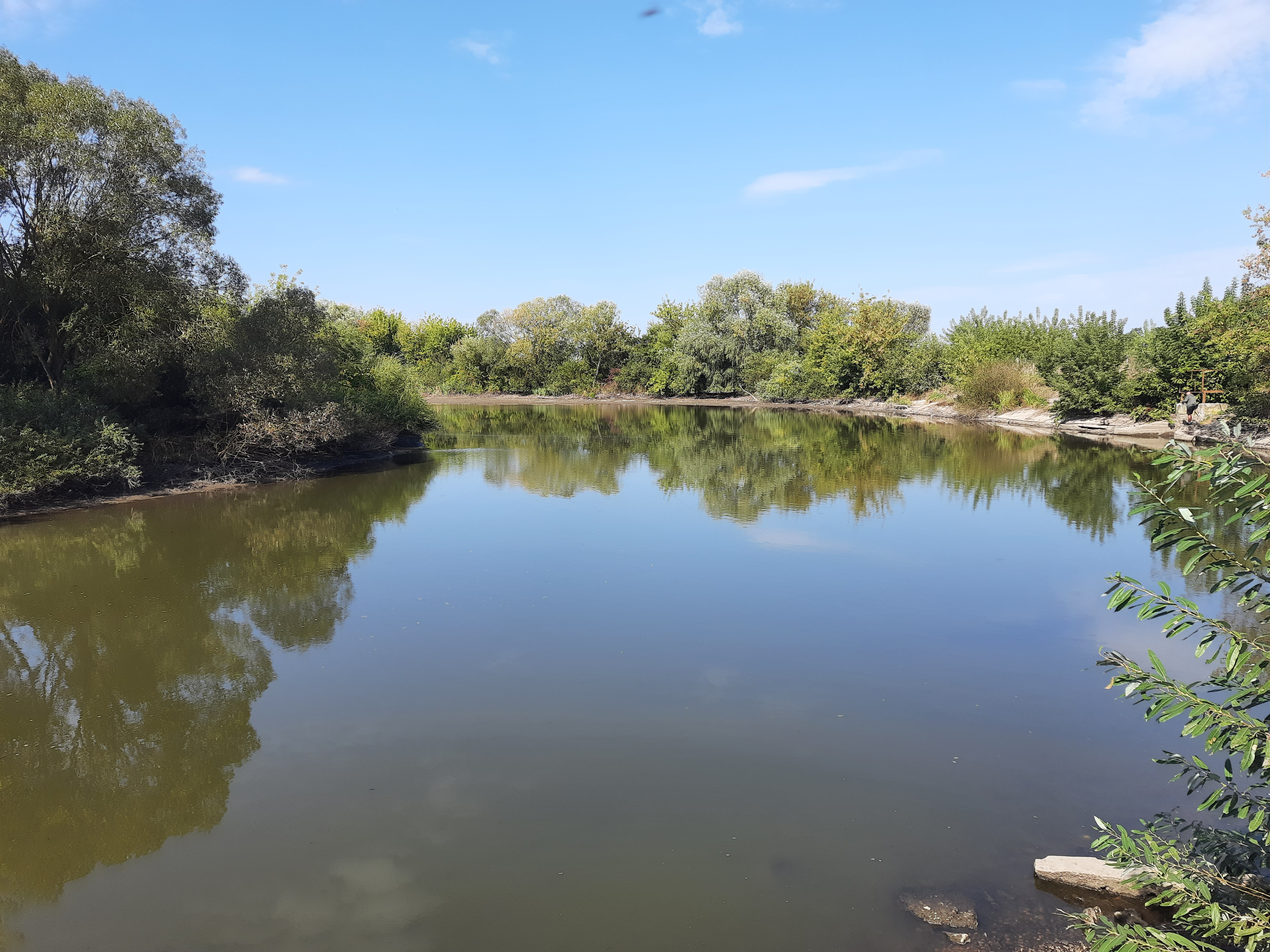
Річка Стрипа